# Maxillaria
Maxillaria Ruiz. & Pav., 1753 è un ampio genere della famiglia delle Orchidacee.
Il nome scientifico deriva dalla parole latina maxilla, che significa "mascella", forma evocata dalla colonna e dalla base di alcune specie appartenenti a questo genere.

## Descrizione
Si tratta di un genere che si presenta con morfologie molto diverse e le cui caratteristiche variano ampiamente.
La maggioranza delle specie sono epifite, di dimensioni piuttosto ampie, ma alcune sono terrestri o anche litofite, come ad esempio M. rupestris. Molte di esse sono rampicanti.
I loro pseudobulbi sono rotondi od oblunghi e ciascuno porta una o due foglie lanceolate. Alcune di esse crescono insieme a grappolo su un corto rizoma, mentre altre specie lo pseudobulbo tiene qualche distanza su un rizoma allungato. Quest'ultimo è rivestito con un velamen grigio-argenteo, pressoché trasparente.
I fiori crescono singoli su brevi steli, dalla base dello pseudobulbo. Per la maggior parte si tratta di fiori piccoli o piccolissimi, ma alcune specie portano fiori grossi ed appariscenti. Essi non sono comunque mai più lunghi delle foglie. I loro petali e sepali hanno un labello tipicamente ricurvo con tre piccoli lobi. Il labbro può avere un callus sul disco (=parte centrale del labbro dalla quale s'irradiano i lobi). Le papille (= piccole protuberanze come ghiande) ed i tricomi del labbro mostrano grande varietà. La forma più comune di papilla è quella conica con punte arrotondate od aguzze.

## Distribuzione e habitat
Gli esemplari di questo genere si trovano nelle zone tropicali e subtropicali dell'America.

## Tassonomia
Il genere comprende oltre 600 specie.

## Coltivazione
Maxillaria, abbreviato in Max in orticoltura, non è un genere dei più popolari fra i floricoltori. Solo poche specie crescono con fiori grandi ed appariscenti. Tuttavia alcune specie sono molto ricercate, specialmente per la fragranza dei loro fiori, come Maxillaria tenuifolia.